# Okręg Tuluza
Okręg Tuluza (fr. Arrondissement de Toulouse) – okręg w południowo-zachodniej Francji. Populacja wynosi 936 tysięcy.

## Podział administracyjny
W skład okręgu wchodzą następujące kantony:
- Blagnac,
- Cadours,
- Caraman,
- Castanet-Tolosan,
- Fronton,
- Grenade,
- Lanta,
- Léguevin,
- Montastruc-la-Conseillère,
- Montgiscard,
- Nailloux,
- Revel,
- Tuluza-1,
- Tuluza-2,
- Tuluza-3,
- Tuluza-4,
- Tuluza-5,
- Tuluza-6,
- Tuluza-7,
- Tuluza-8,
- Tuluza-9,
- Tuluza-10,
- Tuluza-11,
- Tuluza-12,
- Tuluza-13,
- Tuluza-14,
- Tuluza-15,
- Tournefeuille,
- Verfeil,
- Villefranche-de-Lauragais,
- Villemur-sur-Tarn.